# Harald Spehl
Harald Spehl (* 31. Dezember 1940 in Hohen Neuendorf an der nördlichen Stadtgrenze von Berlin, Bezirk Reinickendorf) ist ein deutscher Volkswirtschaftler und emeritierter Professor der Universität Trier. Spehl war 2014 Mitbegründer der privaten Cusanus-Hochschule in Bernkastel-Kues.

## Biographie
Er absolvierte sein Studium der Volkswirtschaftslehre in Münster, Berlin und Rosario, promovierte 1970 an der Universität Münster und erhielt 1973 eine erste Professur im Bereich „Raumplanung“ der Universität Dortmund.
Bereits 1975 wechselte er an die Professur für Volkswirtschaftslehre, insbesondere Stadt- und Regionalökonomie, an der Universität Trier in Rheinland-Pfalz. Dort war Spehl am Neuaufbau des Fachbereichs IV (Wirtschafts- und Sozialwissenschaften, Mathematik, Informatik, Wirtschaftsinformatik) beteiligt. Er leitete die Senatsbaukommission während der Planung und Bauphase des neuen Hochschulstandorts und war maßgeblich an der Konzeption der Universitätsbibliothek, des C-Gebäudes und der Mensa engagiert. Lehr- und Forschungsschwerpunkte des Professors sind Konzepte und Erfolgskontrolle der Regionalpolitik (Theory and evaluation of regional policy), Ökologische Ökonomie/Fragen nachhaltiger Entwicklung (Ecological economics) sowie die Kooperation und Koordination in Wirtschaft und Verwaltung (Co-operation and co-ordination in business and administration).
Er ist ordentliches Mitglied der Akademie für Raumforschung und Landesplanung, Mitglied der Vereinigung für Ökologische Ökonomie, Mitglied der Gesellschaft für Regionalforschung, Mitglied des wissenschaftlichen Beirats Instituts für Regionalentwicklung und Strukturplanung, Vorstandsmitglied des Instituts für Soziale Gegenwartsfragen Stuttgart und seit 1995 Vorsitzender von der Trierer Arbeitsgemeinschaft für Umwelt-, Regional- und Strukturforschung. 2007 wird Harald Spehl von seinen Aufgaben als Professor für Volkswirtschaftslehre entpflichtet. Er hält seine Abschiedsvorlesung („Regionalentwicklung – Was ist das eigentlich?“) am 9. Februar 2007.
2014 engagierte er sich als Gründungspräsident bei der Etablierung der privaten Cusanus-Hochschule in Bernkastel-Kues.